# Festival Internacional de Cine de Venecia de 1954
La 15ª Mostra de Venecia se celebró del 22 de agosto al 7 de septiembre de 1954.

## Jurado
Internacional
- Ignazio Silone (presidente)[2]
- Bengt Idestam Almquist
- Louis Chauvet
- Carlos Fernández Cuenca
- Roger Manvell
- Mario Gromo
- Pasquale Ojetti
- Piero Regnoli
- Filippo Sacchi

Mostra del Film per Ragazzi
- Mario Verdone (Presidente)
- Lotte Eisner Escoffier
- Carl Lamb
- Giuseppe Flores D'Arcais
- Bruno Saetti
- Galeno Ceccarelli

## Películas

### Sección oficial
Las películas siguientes se presentaron en la sección oficial:
| Título en español           | Título original                    | Director(es)                          | País        |
| --------------------------- | ---------------------------------- | ------------------------------------- | ----------- |
| Ana Luisa y Antón           | Pünktchen und Anton                | Thomas Engel                          | Austria     |
| Guacho                      | Guacho                             | Lucas Demare                          | Argentina   |
| El motín del Caine          | The Caine Mutiny                   | Edward Dmytryk                        | EE. UU.     |
| Camelia                     | Camelia                            | Roberto Gavaldón                      | México      |
| El torero                   | El torero                          | René Wheeler                          | Francia     |
| La torre de los ambiciosos  | Executive Suite                    | Robert Wise                           | EE. UU.     |
| Father Brown                | Father Brown                       | Robert Hamer                          | Reino Unido |
| Ha-Maftayach Hazahav        | Ha-Maftayach Hazahav               | Sasha Alexander                       | Israel      |
| La posada de Osaka          | Ôsaka no yado (大阪の宿)           | Heinosuke Gosho                       | Japón       |
| El beso de Judas            | El beso de Judas                   | Rafael Gil                            | España      |
| Alteza Real                 | Königliche Hoheit                  | Harald Braun                          | RFA         |
| El aire de París            | L'air de Paris                     | Marcel Carné                          | Francia     |
| La quintrala                | La quintrala                       | Hugo del Carril                       | Argentina   |
| La Strada                   | La Strada                          | Federico Fellini                      | Italia      |
| La ley del silencio         | On the Waterfront                  | Elia Kazan                            | EE. UU.     |
| Raíces                      | Raíces                             | Benito Alazraki                       | México      |
| La ventana indiscreta       | Rear Window                        | Alfred Hitchcock                      | EE. UU.     |
| La rebelión de los colgados | La rebelión de los colgados        | Alfredo B. Crevenna, Emilio Fernández | México      |
| El río y la muerte          | El río y la muerte                 | Luis Buñuel                           | México      |
| Romeo y Julieta             | Romeo y Julieta                    | Renato Castellani                     | Italia      |
| El intendente Sansho        | Sanshô dayû (山椒大夫)             | Kenji Mizoguchi                       | Japón       |
| Senso                       | Senso                              | Luchino Visconti                      | Italia      |
| Los siete samurais          | Shichinin no samurai (七人の侍)    | Akira Kurosawa                        | Japón       |
| Simon Menyhért születése    | Simon Menyhért születése           | Zoltán Várkonyi                       | Hungría     |
| Sexto continente            | Sesto continente                   | Folco Quilici                         | Italia      |
| Som i drömmar               | Som i drömmar                      | Carl Gyllenberg                       | Suecia      |
| Song of Man                 | Pesen za choveka (Песен за човека) | Borislav Sharaliev                    | Bulgaria    |
| Surang                      | सुरंग                                | V. Shantaram                          | India       |
| Creemos en el amor          | Three Coins in the Fountain        | Jean Negulesco                        | EE. UU.     |
| No toquéis la pasta         | Touchez Pas au Grisbi              | Jacques Becker                        | Francia     |
| La romana                   | La romana                          | Luigi Zampa                           | Italia      |

Fuera de concurso
| Título en español                | Título original                  | Director(es)     | País    |
| -------------------------------- | -------------------------------- | ---------------- | ------- |
| The Golden Demon                 | Konjiki yasha                    | Koji Shima       | Japón   |
| The Magic City                   | Magiki polis                     | Nikos Koundouros | Grecia  |
| Martín Lutero                    | Martin Luther                    | Irving Pichel    | EE. UU. |
| Las aventuras de Robinson Crusoe | Las aventuras de Robinson Crusoe | Luis Buñuel      | México  |
| Sierra maldita                   | Sierra maldita                   | Antonio del Amo  | España  |
| Sai                              | Sai                              | Rodolfo Nanni    | Brasil  |
| Unsterblicher Mozart             | Unsterblicher Mozart             | Alfred Stöger    | Austria |

## Premios[5]
- León de Oro: Romeo y Julieta de Renato Castellani
- León de Plata:
  - El intendente Sansho de Kenji Mizoguchi
  - La Strada de Federico Fellini
  - La ley del silencio de Elia Kazan
  - Los siete samurais de Akira Kurosawa
- Premio especial del jurado: La torre de los ambiciosos de Robert Wise
- Copa Volpi al mejor actor: Jean Gabin por El aire de París
- Copa Volpi a la mejor actriz: Desierto
- Mejor cortometraje: The Back of Beyond de John Heyer
- Premio Pasinetti: La ley del silencio de Elia Kazan
- Premio OCIC: La ley del silencio de Elia Kazan

Mención especial: La Strada de Federico Fellini